# Collegio elettorale di Cosenza (Regno d'Italia)
Il collegio elettorale di Cosenza è stato un collegio elettorale uninominale e di lista del Regno d'Italia per l'elezione della Camera dei deputati.

## Storia
Il collegio uninominale venne istituito, insieme ad altri 442, tramite regio decreto 17 dicembre 1860, n. 4513.
Successivamente divenne collegio plurinominale tramite regio decreto 24 settembre 1882, n. 999, in seguito alla riforma che stabilì complessivamente 135 collegi elettorali.
Tornò poi ad essere un collegio uninominale tramite regio decreto 14 giugno 1891, n. 280, in seguito alla riforma che stabilì complessivamente 508 collegi elettorali.
In seguito divenne un collegio con scrutinio di lista con sistema proporzionale tramite regio decreto 10 settembre 1919, n. 1576, in seguito alla riforma che definì 54 collegi elettorali.
Fu soppresso nel 1921 in seguito alla riforma che definì 40 collegi elettorali.
| Legislature           | VIII | IX   | X    | XI   | XII  | XIII | XIV  | XV   | XVI  | XVII | XVIII | XIX  | XX   | XXI  | XXII | XXIII | XXIV | XXV  | XXVI | XXVII | XXVIII | XXIX | XXX  |
| --------------------- | ---- | ---- | ---- | ---- | ---- | ---- | ---- | ---- | ---- | ---- | ----- | ---- | ---- | ---- | ---- | ----- | ---- | ---- | ---- | ----- | ------ | ---- | ---- |
| Elezioni              | 1861 | 1865 | 1867 | 1870 | 1874 | 1876 | 1880 | 1882 | 1886 | 1890 | 1892  | 1895 | 1897 | 1900 | 1904 | 1909  | 1913 | 1919 | 1921 | 1924  | 1929   | 1934 | 1939 |
| Deputati nel collegio | 1    | 1    | 1    | 1    | 1    | 1    | 1    | 5    | 5    | 5    | 1     | 1    | 1    | 1    | 1    | 1     | 1    | 8    |      |       |        |      |      |
|                       |      |      |      |      |      |      |      |      |      |      |       |      |      |      |      |       |      |      |      |       |        |      |      |
| Totale eletti         | 443  | 493  | 493  | 508  | 508  | 508  | 508  | 508  | 508  | 508  | 508   | 508  | 508  | 508  | 508  | 508   | 508  | 508  | 535  | 535   | 400    | 400  |      |
| Numero collegi        | 443  | 493  | 493  | 508  | 508  | 508  | 508  | 135  | 135  | 135  | 508   | 508  | 508  | 508  | 508  | 508   | 508  | 54   | 40   | 15    | 1      | 1    |      |

## Territorio
Nel 1919 Cosenza divenne capoluogo del collegio comprendente l'intera provincia; nel 1921 la provincia fu inglobata nel collegio di Catanzaro.

## Dati elettorali
Nel collegio si svolsero elezioni per diciotto legislature.

### VIII legislatura
Le votazioni si svolsero in 443 collegi uninominali a doppio turno. Come previsto dalla legge elettorale del 17 dicembre 1860, era eletto al primo turno il candidato che «riunisce in suo favore più del terzo dei voti del total numero dei membri componenti il collegio e più della metà dei suffragi dati dai votanti presenti all'adunanza» (art. 91). Se nessun candidato era eletto, al ballottaggio tra i due candidati con più voti era eletto chi otteneva il maggior numero di voti (art. 92) o, in caso di ugual numero di voti, il maggiore d'età (art. 93).
| Partito                            | Partito                            | Candidato                          | Primo turno 27 gennaio 1861 | Primo turno 27 gennaio 1861 | Ballottaggio 3 febbraio 1861 | Ballottaggio 3 febbraio 1861 |
| Partito                            | Partito                            | Candidato                          | Voti                        | %                           | Voti                         | %                            |
| ---------------------------------- | ---------------------------------- | ---------------------------------- | --------------------------- | --------------------------- | ---------------------------- | ---------------------------- |
|                                    | —                                  | Donato Morelli                     | 250                         | 51,76                       | 276                          | 50,09                        |
|                                    | —                                  | Giovanni Mosciaro                  | 92                          | 19,05                       | 275                          | 49,91                        |
|                                    | —                                  | Pietro Compagna                    | 90                          | 18,63                       |                              |                              |
|                                    | —                                  | Luigi Valenti                      | 51                          | 10,56                       |                              |                              |
|                                    |                                    |                                    |                             |                             |                              |                              |
| Iscritti                           | Iscritti                           | Iscritti                           | 909                         | 100,00                      | 909                          | 100,00                       |
| ↳ Votanti (% su iscritti)          | ↳ Votanti (% su iscritti)          | ↳ Votanti (% su iscritti)          | 663                         | 72,94                       | 657                          | 72,28                        |
| ↳ Voti validi (% su votanti)       | ↳ Voti validi (% su votanti)       | ↳ Voti validi (% su votanti)       | 483                         | 72,85                       | 551                          | 83,87                        |
| ↳ Schede non valide (% su votanti) | ↳ Schede non valide (% su votanti) | ↳ Schede non valide (% su votanti) | 180                         | 27,15                       | 106                          | 16,13                        |
| ↳ Astenuti (% su iscritti)         | ↳ Astenuti (% su iscritti)         | ↳ Astenuti (% su iscritti)         | 246                         | 27,06                       | 252                          | 27,72                        |

### IX legislatura
Le votazioni si svolsero in 493 collegi uninominali a doppio turno con la stessa normativa precedente (al primo turno un numero di voti maggiore di un terzo degli iscritti al voto).
| Partito                            | Partito                            | Candidato                          | Primo turno 22 ottobre 1865 | Primo turno 22 ottobre 1865 | Ballottaggio 29 ottobre 1865 | Ballottaggio 29 ottobre 1865 |
| Partito                            | Partito                            | Candidato                          | Voti                        | %                           | Voti                         | %                            |
| ---------------------------------- | ---------------------------------- | ---------------------------------- | --------------------------- | --------------------------- | ---------------------------- | ---------------------------- |
|                                    | —                                  | Davide Andreotti                   | 186                         | 27,76                       | 411                          | 58,71                        |
|                                    | —                                  | Antonio Zupi                       | 198                         | 29,55                       | 289                          | 41,29                        |
|                                    | —                                  | Donato Morelli                     | 166                         | 24,78                       |                              |                              |
|                                    | —                                  | Domenico Mauro                     | 120                         | 17,91                       |                              |                              |
|                                    |                                    |                                    |                             |                             |                              |                              |
| Iscritti                           | Iscritti                           | Iscritti                           | 1 102                       | 100,00                      | 1 102                        | 100,00                       |
| ↳ Votanti (% su iscritti)          | ↳ Votanti (% su iscritti)          | ↳ Votanti (% su iscritti)          | 734                         | 66,61                       | 715                          | 64,88                        |
| ↳ Voti validi (% su votanti)       | ↳ Voti validi (% su votanti)       | ↳ Voti validi (% su votanti)       | 670                         | 91,28                       | 700                          | 97,90                        |
| ↳ Schede non valide (% su votanti) | ↳ Schede non valide (% su votanti) | ↳ Schede non valide (% su votanti) | 64                          | 8,72                        | 15                           | 2,10                         |
| ↳ Astenuti (% su iscritti)         | ↳ Astenuti (% su iscritti)         | ↳ Astenuti (% su iscritti)         | 368                         | 33,39                       | 387                          | 35,12                        |

### X legislatura
Le votazioni si svolsero in 493 collegi uninominali a doppio turno con la stessa normativa precedente (al primo turno un numero di voti maggiore di un terzo degli iscritti al voto).
| Partito                            | Partito                            | Candidato                          | Risultati 10 marzo 1867 | Risultati 10 marzo 1867 |
| Partito                            | Partito                            | Candidato                          | Voti                    | %                       |
| ---------------------------------- | ---------------------------------- | ---------------------------------- | ----------------------- | ----------------------- |
|                                    | —                                  | Luigi Miceli                       | 462                     | 68,44                   |
|                                    | —                                  | Nicola Bartolini                   | 213                     | 31,56                   |
|                                    |                                    |                                    |                         |                         |
| Iscritti                           | Iscritti                           | Iscritti                           | 1 110                   | 100,00                  |
| ↳ Votanti (% su iscritti)          | ↳ Votanti (% su iscritti)          | ↳ Votanti (% su iscritti)          | 694                     | 62,52                   |
| ↳ Voti validi (% su votanti)       | ↳ Voti validi (% su votanti)       | ↳ Voti validi (% su votanti)       | 675                     | 97,26                   |
| ↳ Schede non valide (% su votanti) | ↳ Schede non valide (% su votanti) | ↳ Schede non valide (% su votanti) | 19                      | 2,74                    |
| ↳ Astenuti (% su iscritti)         | ↳ Astenuti (% su iscritti)         | ↳ Astenuti (% su iscritti)         | 416                     | 37,48                   |

Il deputato Miceli optò per il collegio di Calatafimi il 13 aprile 1867 e fu indetta un'elezione suppletiva per il 5 maggio 1867.
| Partito                            | Partito                            | Candidato                          | Primo turno 5 maggio 1867 | Primo turno 5 maggio 1867 | Ballottaggio 12 maggio 1867 | Ballottaggio 12 maggio 1867 |
| Partito                            | Partito                            | Candidato                          | Voti                      | %                         | Voti                        | %                           |
| ---------------------------------- | ---------------------------------- | ---------------------------------- | ------------------------- | ------------------------- | --------------------------- | --------------------------- |
|                                    | —                                  | Davide Andreotti                   | 285                       | 58,40                     | 412                         | 61,22                       |
|                                    | —                                  | Enrico Guicciardi                  | 203                       | 41,60                     | 261                         | 38,78                       |
|                                    |                                    |                                    |                           |                           |                             |                             |
| Iscritti                           | Iscritti                           | Iscritti                           | 1 106                     | 100,00                    | 1 106                       | 100,00                      |
| ↳ Votanti (% su iscritti)          | ↳ Votanti (% su iscritti)          | ↳ Votanti (% su iscritti)          | 492                       | 44,48                     | 685                         | 61,93                       |
| ↳ Voti validi (% su votanti)       | ↳ Voti validi (% su votanti)       | ↳ Voti validi (% su votanti)       | 488                       | 99,19                     | 673                         | 98,25                       |
| ↳ Schede non valide (% su votanti) | ↳ Schede non valide (% su votanti) | ↳ Schede non valide (% su votanti) | 4                         | 0,81                      | 12                          | 1,75                        |
| ↳ Astenuti (% su iscritti)         | ↳ Astenuti (% su iscritti)         | ↳ Astenuti (% su iscritti)         | 614                       | 55,52                     | 421                         | 38,07                       |

### XI legislatura
Le votazioni si svolsero in 508 collegi uninominali a doppio turno con la normativa del 1860 (al primo turno un numero di voti maggiore di un terzo degli iscritti al voto).
| Partito                            | Partito                            | Candidato                          | Primo turno 20 novembre 1870 | Primo turno 20 novembre 1870 | Ballottaggio 27 novembre 1870 | Ballottaggio 27 novembre 1870 |
| Partito                            | Partito                            | Candidato                          | Voti                         | %                            | Voti                          | %                             |
| ---------------------------------- | ---------------------------------- | ---------------------------------- | ---------------------------- | ---------------------------- | ----------------------------- | ----------------------------- |
|                                    | —                                  | Antonio Zupi                       | 254                          | 47,21                        | 411                           | 58,22                         |
|                                    | —                                  | Luigi Miceli                       | 190                          | 35,32                        | 295                           | 41,78                         |
|                                    | —                                  | Mariano Campagna                   | 94                           | 17,47                        |                               |                               |
|                                    |                                    |                                    |                              |                              |                               |                               |
| Iscritti                           | Iscritti                           | Iscritti                           | 1 180                        | 100,00                       | 1 180                         | 100,00                        |
| ↳ Votanti (% su iscritti)          | ↳ Votanti (% su iscritti)          | ↳ Votanti (% su iscritti)          | 591                          | 50,08                        | 732                           | 62,03                         |
| ↳ Voti validi (% su votanti)       | ↳ Voti validi (% su votanti)       | ↳ Voti validi (% su votanti)       | 538                          | 91,03                        | 706                           | 96,45                         |
| ↳ Schede non valide (% su votanti) | ↳ Schede non valide (% su votanti) | ↳ Schede non valide (% su votanti) | 53                           | 8,97                         | 26                            | 3,55                          |
| ↳ Astenuti (% su iscritti)         | ↳ Astenuti (% su iscritti)         | ↳ Astenuti (% su iscritti)         | 589                          | 49,92                        | 448                           | 37,97                         |

### XII legislatura
Le votazioni si svolsero in 508 collegi uninominali a doppio turno con la normativa del 1860 (al primo turno un numero di voti maggiore di un terzo degli iscritti al voto).
| Partito                            | Partito                            | Candidato                          | Risultati 8 novembre 1874 | Risultati 8 novembre 1874 |
| Partito                            | Partito                            | Candidato                          | Voti                      | %                         |
| ---------------------------------- | ---------------------------------- | ---------------------------------- | ------------------------- | ------------------------- |
|                                    | —                                  | Luigi Miceli                       | 450                       | 61,81                     |
|                                    | —                                  | Bonaventura Zumbini                | 278                       | 38,19                     |
|                                    |                                    |                                    |                           |                           |
| Iscritti                           | Iscritti                           | Iscritti                           | 1 292                     | 100,00                    |
| ↳ Votanti (% su iscritti)          | ↳ Votanti (% su iscritti)          | ↳ Votanti (% su iscritti)          | 751                       | 58,13                     |
| ↳ Voti validi (% su votanti)       | ↳ Voti validi (% su votanti)       | ↳ Voti validi (% su votanti)       | 728                       | 96,94                     |
| ↳ Schede non valide (% su votanti) | ↳ Schede non valide (% su votanti) | ↳ Schede non valide (% su votanti) | 23                        | 3,06                      |
| ↳ Astenuti (% su iscritti)         | ↳ Astenuti (% su iscritti)         | ↳ Astenuti (% su iscritti)         | 541                       | 41,87                     |

### XIII legislatura
Le votazioni si svolsero in 508 collegi uninominali a doppio turno con la normativa del 1860 (al primo turno un numero di voti maggiore di un terzo degli iscritti al voto).
| Partito                            | Partito                            | Candidato                          | Risultati 5 novembre1875 | Risultati 5 novembre1875 |
| Partito                            | Partito                            | Candidato                          | Voti                     | %                        |
| ---------------------------------- | ---------------------------------- | ---------------------------------- | ------------------------ | ------------------------ |
|                                    | —                                  | Luigi Miceli                       | 632                      | 96,64                    |
|                                    | —                                  | Lelio Gatti                        | 22                       | 3,36                     |
|                                    |                                    |                                    |                          |                          |
| Iscritti                           | Iscritti                           | Iscritti                           | 1 216                    | 100,00                   |
| ↳ Votanti (% su iscritti)          | ↳ Votanti (% su iscritti)          | ↳ Votanti (% su iscritti)          | 679                      | 55,84                    |
| ↳ Voti validi (% su votanti)       | ↳ Voti validi (% su votanti)       | ↳ Voti validi (% su votanti)       | 654                      | 96,32                    |
| ↳ Schede non valide (% su votanti) | ↳ Schede non valide (% su votanti) | ↳ Schede non valide (% su votanti) | 25                       | 3,68                     |
| ↳ Astenuti (% su iscritti)         | ↳ Astenuti (% su iscritti)         | ↳ Astenuti (% su iscritti)         | 537                      | 44,16                    |

Il deputato Miceli cessò perché il 25 novembre 1879 fu nominato ministro dell’agricoltura e del commercio. Fu indetta un’elezione suppletiva per il 14 dicembre 1879.
| Partito                            | Partito                            | Candidato                          | Risultati 14 dicembre 1879 | Risultati 14 dicembre 1879 |
| Partito                            | Partito                            | Candidato                          | Voti                       | %                          |
| ---------------------------------- | ---------------------------------- | ---------------------------------- | -------------------------- | -------------------------- |
|                                    | —                                  | Luigi Miceli                       | 679                        | 97,84                      |
|                                    | —                                  | Francesco Alimena                  | 15                         | 2,16                       |
|                                    |                                    |                                    |                            |                            |
| Iscritti                           | Iscritti                           | Iscritti                           | 1 183                      | 100,00                     |
| ↳ Votanti (% su iscritti)          | ↳ Votanti (% su iscritti)          | ↳ Votanti (% su iscritti)          | 715                        | 60,44                      |
| ↳ Voti validi (% su votanti)       | ↳ Voti validi (% su votanti)       | ↳ Voti validi (% su votanti)       | 694                        | 97,06                      |
| ↳ Schede non valide (% su votanti) | ↳ Schede non valide (% su votanti) | ↳ Schede non valide (% su votanti) | 21                         | 2,94                       |
| ↳ Astenuti (% su iscritti)         | ↳ Astenuti (% su iscritti)         | ↳ Astenuti (% su iscritti)         | 468                        | 39,56                      |

### XIV legislatura
Le votazioni si svolsero in 508 collegi uninominali a doppio turno con la normativa del 1860 (al primo turno un numero di voti maggiore di un terzo degli iscritti al voto).
| Partito                            | Partito                            | Candidato                          | Risultati 16 maggio 1880 | Risultati 16 maggio 1880 |
| Partito                            | Partito                            | Candidato                          | Voti                     | %                        |
| ---------------------------------- | ---------------------------------- | ---------------------------------- | ------------------------ | ------------------------ |
|                                    | —                                  | Luigi Miceli                       | 579                      | 64,40                    |
|                                    | —                                  | Mariano Campagna                   | 198                      | 22,02                    |
|                                    | —                                  | Francesco Alimena                  | 122                      | 13,57                    |
|                                    |                                    |                                    |                          |                          |
| Iscritti                           | Iscritti                           | Iscritti                           | 1 184                    | 100,00                   |
| ↳ Votanti (% su iscritti)          | ↳ Votanti (% su iscritti)          | ↳ Votanti (% su iscritti)          | 910                      | 76,86                    |
| ↳ Voti validi (% su votanti)       | ↳ Voti validi (% su votanti)       | ↳ Voti validi (% su votanti)       | 899                      | 98,79                    |
| ↳ Schede non valide (% su votanti) | ↳ Schede non valide (% su votanti) | ↳ Schede non valide (% su votanti) | 11                       | 1,21                     |
| ↳ Astenuti (% su iscritti)         | ↳ Astenuti (% su iscritti)         | ↳ Astenuti (% su iscritti)         | 274                      | 23,14                    |

### XV legislatura
Le votazioni si svolsero in 135 collegi plurinominali a doppio turno. Come previsto dalla legge elettorale politica del 24 settembre 1882, erano eletti al primo turno i candidati che «hanno ottenuto il maggior numero di voti, purché questo numero oltrepassi l'ottavo del numero degli elettori iscritti» (art. 74) secondo il numero di deputati previsto per il collegio; se il numero di eletti era inferiore al numero di deputati, il ballottaggio era tra i non eletti (in numero doppio rispetto ai deputati ancora da eleggere) che avevano il maggior numero di voti (art. 75) ed era eletto chi otteneva il maggior numero di voti nella seconda votazione (art. 77) oppure, in caso di ugual numero di voti, il maggiore d'età (art. 78).
| Partito                    | Partito                    | Candidato                  | Risultati 29 ottobre 1882 | Risultati 29 ottobre 1882 |
| Partito                    | Partito                    | Candidato                  | Voti                      | %                         |
| -------------------------- | -------------------------- | -------------------------- | ------------------------- | ------------------------- |
|                            | —                          | Luigi Miceli               | 4 306                     | 45,37                     |
|                            | —                          | Luigi Barracco             | 4 240                     | 44,68                     |
|                            | —                          | Giacomo Del Giudice        | 4 105                     | 43,26                     |
|                            | —                          | Donato Morelli             | 3 391                     | 35,73                     |
|                            | —                          | Francesco Vetere           | 2 894                     | 30,50                     |
|                            | —                          | Silvio Majerà              | 2 350                     | 24,76                     |
|                            | —                          | Francesco Nicoletti        | 2 010                     | 21,18                     |
|                            | —                          | Giacomo Della Cananea      | 1 974                     | 20,80                     |
|                            | —                          | Mariano Campagna           | 1 863                     | 19,63                     |
|                            | —                          | Francesco Martire          | 1 618                     | 17,05                     |
|                            | —                          | Antonio Zapi               | 1 474                     | 15,53                     |
|                            | —                          | Domenico Frugiuele         | 1 111                     | 11,71                     |
|                            | —                          | Davide Andreotti           | 1 024                     | 10,79                     |
|                            | —                          | Pasquale Benincasa         | 868                       | 9,15                      |
|                            | —                          | Gabriele Gallucci          | 597                       | 6,29                      |
|                            | —                          | Gaetano De Roberti         | 594                       | 6,26                      |
|                            | —                          | Rosario Del Bianco         | 375                       | 3,95                      |
|                            | —                          | Vincenzo Pagano            | 328                       | 3,46                      |
|                            | —                          | Giovanni Dattilo           | 183                       | 1,93                      |
|                            | —                          | Davide De Seta             | 126                       | 1,33                      |
|                            |                            |                            |                           |                           |
| Iscritti                   | Iscritti                   | Iscritti                   | 13 001                    | 100,00                    |
| ↳ Votanti (% su iscritti)  | ↳ Votanti (% su iscritti)  | ↳ Votanti (% su iscritti)  | 9 490                     | 72,99                     |
| ↳ Astenuti (% su iscritti) | ↳ Astenuti (% su iscritti) | ↳ Astenuti (% su iscritti) | 3 511                     | 27,01                     |

### XVI legislatura
Le votazioni si svolsero in 135 collegi plurinominali a doppio turno con la normativa del 1882 (al primo turno un numero di voti maggiore di un ottavo degli iscritti al voto).
| Partito                    | Partito                    | Candidato                  | Risultati 23 maggio 1886 | Risultati 23 maggio 1886 |
| Partito                    | Partito                    | Candidato                  | Voti                     | %                        |
| -------------------------- | -------------------------- | -------------------------- | ------------------------ | ------------------------ |
|                            | —                          | Giacomo Del Giudice        | 5 687                    | 57,16                    |
|                            | —                          | Luigi Miceli               | 5 200                    | 52,26                    |
|                            | —                          | Luigi Barracco             | 4 792                    | 48,16                    |
|                            | —                          | Francesco Nicoletti        | 4 762                    | 47,86                    |
|                            | —                          | Vincenzo Baroni            | 4 542                    | 45,65                    |
|                            | —                          | Francesco Vetere           | 4 434                    | 44,56                    |
|                            | —                          | Silvio Majerà              | 3 195                    | 32,11                    |
|                            | —                          | Enrico De Seta             | 2 642                    | 26,55                    |
|                            | —                          | Roberto Mirabelli          | 1 868                    | 18,77                    |
|                            |                            |                            |                          |                          |
| Iscritti                   | Iscritti                   | Iscritti                   | 15 047                   | 100,00                   |
| ↳ Votanti (% su iscritti)  | ↳ Votanti (% su iscritti)  | ↳ Votanti (% su iscritti)  | 9 950                    | 66,13                    |
| ↳ Astenuti (% su iscritti) | ↳ Astenuti (% su iscritti) | ↳ Astenuti (% su iscritti) | 5 097                    | 33,87                    |

### XVII legislatura
Le votazioni si svolsero in 135 collegi plurinominali a doppio turno con la normativa del 1882 (al primo turno un numero di voti maggiore di un ottavo degli iscritti al voto).
| Partito                    | Partito                    | Candidato                  | Risultati 23 novembre 1890 | Risultati 23 novembre 1890 |
| Partito                    | Partito                    | Candidato                  | Voti                       | %                          |
| -------------------------- | -------------------------- | -------------------------- | -------------------------- | -------------------------- |
|                            | —                          | Luigi Miceli               | 6 265                      | 59,08                      |
|                            | —                          | Vincenzo Baroni            | 5 308                      | 50,05                      |
|                            | —                          | Roberto Mirabelli          | 4 840                      | 45,64                      |
|                            | —                          | Angiolo Quintieri          | 4 833                      | 45,57                      |
|                            | —                          | Francesco Nicoletti        | 4 195                      | 39,56                      |
|                            | —                          | Luigi Barracco             | 4 110                      | 38,76                      |
|                            | —                          | Francesco Vetere           | 3 971                      | 37,44                      |
|                            | —                          | Giacomo Del Giudice        | 3 909                      | 36,86                      |
|                            |                            |                            |                            |                            |
| Iscritti                   | Iscritti                   | Iscritti                   | 17 333                     | 100,00                     |
| ↳ Votanti (% su iscritti)  | ↳ Votanti (% su iscritti)  | ↳ Votanti (% su iscritti)  | 10 605                     | 61,18                      |
| ↳ Astenuti (% su iscritti) | ↳ Astenuti (% su iscritti) | ↳ Astenuti (% su iscritti) | 6 728                      | 38,82                      |

### XVIII legislatura
Le votazioni si svolsero in 508 collegi uninominali a doppio turno. Come previsto dalla legge elettorale politica del 28 giugno 1892, era eletto al primo turno il candidato che «ha ottenuto un numero di voti maggiore del sesto del numero totale degli elettori iscritti nella lista del collegio e più della metà dei suffragi dati dai votanti» escludendo le schede nulle (art. 74). Se nessun candidato era eletto, al ballottaggio tra i due candidati con più voti (art. 75) era eletto chi otteneva il maggior numero di voti oppure, in caso di ugual numero di voti, il maggiore d'età (art. 77).
| Partito                            | Partito                            | Candidato                          | Risultati 6 novembre 1892 | Risultati 6 novembre 1892 |
| Partito                            | Partito                            | Candidato                          | Voti                      | %                         |
| ---------------------------------- | ---------------------------------- | ---------------------------------- | ------------------------- | ------------------------- |
|                                    | —                                  | Luigi Miceli                       | 2 010                     | 94,45                     |
|                                    | —                                  | Voti dispersi                      | 118                       | 5,55                      |
|                                    |                                    |                                    |                           |                           |
| Iscritti                           | Iscritti                           | Iscritti                           | 5 207                     | 100,00                    |
| ↳ Votanti (% su iscritti)          | ↳ Votanti (% su iscritti)          | ↳ Votanti (% su iscritti)          | 3 143                     | 60,36                     |
| ↳ Voti validi (% su votanti)       | ↳ Voti validi (% su votanti)       | ↳ Voti validi (% su votanti)       | 2 128                     | 67,71                     |
| ↳ Schede non valide (% su votanti) | ↳ Schede non valide (% su votanti) | ↳ Schede non valide (% su votanti) | 1 015                     | 32,29                     |
| ↳ Astenuti (% su iscritti)         | ↳ Astenuti (% su iscritti)         | ↳ Astenuti (% su iscritti)         | 2 064                     | 39,64                     |

### XIX legislatura
Le votazioni si svolsero in 508 collegi uninominali a doppio turno con la normativa del 1892 (al primo turno un numero di voti maggiore di un sesto degli iscritti al voto).
| Partito                            | Partito                            | Candidato                          | Risultati 26 maggio 1895 | Risultati 26 maggio 1895 |
| Partito                            | Partito                            | Candidato                          | Voti                     | %                        |
| ---------------------------------- | ---------------------------------- | ---------------------------------- | ------------------------ | ------------------------ |
|                                    | —                                  | Luigi Miceli                       | 1 646                    | 60,51                    |
|                                    | —                                  | Roberto Mirabelli                  | 1 074                    | 39,49                    |
|                                    |                                    |                                    |                          |                          |
| Iscritti                           | Iscritti                           | Iscritti                           | 3 983                    | 100,00                   |
| ↳ Votanti (% su iscritti)          | ↳ Votanti (% su iscritti)          | ↳ Votanti (% su iscritti)          | 2 834                    | 71,15                    |
| ↳ Voti validi (% su votanti)       | ↳ Voti validi (% su votanti)       | ↳ Voti validi (% su votanti)       | 2 720                    | 95,98                    |
| ↳ Schede non valide (% su votanti) | ↳ Schede non valide (% su votanti) | ↳ Schede non valide (% su votanti) | 114                      | 4,02                     |
| ↳ Astenuti (% su iscritti)         | ↳ Astenuti (% su iscritti)         | ↳ Astenuti (% su iscritti)         | 1 149                    | 28,85                    |

### XX legislatura
Le votazioni si svolsero in 508 collegi uninominali a doppio turno con la normativa del 1892 (al primo turno un numero di voti maggiore di un sesto degli iscritti al voto).
| Partito                            | Partito                            | Candidato                          | Risultati 21 marzo 1897 | Risultati 21 marzo 1897 |
| Partito                            | Partito                            | Candidato                          | Voti                    | %                       |
| ---------------------------------- | ---------------------------------- | ---------------------------------- | ----------------------- | ----------------------- |
|                                    | —                                  | Nicola Spada                       | 1 802                   | 66,72                   |
|                                    | —                                  | Luigi Miceli                       | 899                     | 33,28                   |
|                                    |                                    |                                    |                         |                         |
| Iscritti                           | Iscritti                           | Iscritti                           | 4 010                   | 100,00                  |
| ↳ Votanti (% su iscritti)          | ↳ Votanti (% su iscritti)          | ↳ Votanti (% su iscritti)          | 2 764                   | 68,93                   |
| ↳ Voti validi (% su votanti)       | ↳ Voti validi (% su votanti)       | ↳ Voti validi (% su votanti)       | 2 701                   | 97,72                   |
| ↳ Schede non valide (% su votanti) | ↳ Schede non valide (% su votanti) | ↳ Schede non valide (% su votanti) | 63                      | 2,28                    |
| ↳ Astenuti (% su iscritti)         | ↳ Astenuti (% su iscritti)         | ↳ Astenuti (% su iscritti)         | 1 246                   | 31,07                   |

### XXI legislatura
Le votazioni si svolsero in 508 collegi uninominali a doppio turno con la normativa del 1892 (al primo turno un numero di voti maggiore di un sesto degli iscritti al voto).

### XXII legislatura
Le votazioni si svolsero in 508 collegi uninominali a doppio turno con la normativa del 1892 (al primo turno un numero di voti maggiore di un sesto degli iscritti al voto).

### XXIII legislatura
Le votazioni si svolsero in 508 collegi uninominali a doppio turno con la normativa del 1892 (al primo turno un numero di voti maggiore di un sesto degli iscritti al voto).

### XXIV legislatura
Le votazioni si svolsero negli stessi 508 collegi uninominali già esistenti ma, come previsto dal regio decreto del 26 giugno 1913, era eletto al primo turno il candidato che «ha ottenuto un numero di voti maggiore del decimo del numero totale degli elettori del collegio e più della metà dei suffragi dati dai votanti» escludendo le schede nulle (art. 91). Se nessun candidato era eletto, al ballottaggio tra i due candidati con più voti (art. 92) era eletto chi otteneva il maggior numero di voti oppure, in caso di ugual numero di voti, il maggiore d'età (art. 93).

### XXV legislatura
Le votazioni si svolsero in 54 collegi di lista. Come previsto dal regio decreto del 2 settembre 1919, il numero di eletti per ogni lista era calcolato sulla base dei voti di lista e sul numero di voti dei candidati al di fuori della propria lista; la graduatoria tra i candidati era calcolata sommando i voti di lista e i propri voti di preferenza sia nella lista sia fuori dalla lista (art. 84).